# Zhanar Zhanzunova
Zhanar Zhanzunova (Kyzylorda, URSS, 16 de julio de 1985) es una deportista kazaja que compitió en judo. Ganó dos medallas en el Campeonato Asiático de Judo en los años 2007 y 2008.

## Palmarés internacional
| Campeonato Asiático | Campeonato Asiático  | Campeonato Asiático | Campeonato Asiático |
| Año                 | Lugar                | Medalla             | Categoría           |
| ------------------- | -------------------- | ------------------- | ------------------- |
| 2007                | Kuwait (Kuwait)      | Medalla de plata    | –70 kg              |
| 2008                | Jeju (Corea del Sur) | Medalla de bronce   | –70 kg              |